# Víctor Avendaño
Víctor Avendaño, född 5 juni 1907 i Buenos Aires, död 1 juli 1984 i Buenos Aires, var en argentinsk boxare.
Avendaño blev olympisk mästare i lätt tungvikt i boxning vid sommarspelen 1928 i Amsterdam.